# Cikháj
Cikháj (en allemand : Ziegenhain) est une commune du district de Žďár nad Sázavou, dans la région de Vysočina, en Tchéquie. Sa population s'élevait à 106 habitants en 2020.

## Géographie
Cikháj se trouve à 8,5 km au sud-ouest de Svratka, à 9,5 km au nord-nord-est de Žďár nad Sázavou, à 39 km au nord-est de Jihlava et à 121 km à l'est-sud-est de Prague.
La commune est limitée par Herálec au nord et à l'est, par Fryšava pod Žákovou horou et Tři Studně à l'est, par Sklené, Světnov et Škrdlovice au sud, et par Vojnův Městec à l'ouest.

## Histoire
La première mention écrite de la localité date de 1662.

## Transports
Par la route, Cikháj se trouve à 10,5 km de Svratka, à 11 km de Žďár nad Sázavou, à 48,5 km de Jihlava et à 158 km de Prague.